# Иванов, Виктор Владимирович (боксёр)
Ви́ктор Влади́мирович Ивано́в (8 октября 1956, Сталино — 23 ноября 2007, Одесса) — советский боксёр тяжёлой весовой категории, выступал за сборную СССР в середине 1970-х годов. Чемпион Советского Союза, участник летних Олимпийских игр в Монреале, мастер спорта СССР международного класса.

## Биография
Виктор Иванов родился 8 октября 1956 года в Сталине. Активно заниматься боксом начал в местном спортивном клубе «Динамо» под руководством заслуженного тренера Анатолия Коваленко. Первое время специалисты относились к нему скептически, но за счёт трудолюбия и упорства спортсмен быстро прогрессировал и со временем стал ездить на крупные боксёрские турниры. Первый серьёзный успех на ринге пришёл к Иванову на VI Спартакиаде Украины в Днепропетровске, когда в тяжёлом весе он завоевал серебряную медаль, нокаутировав троих своих соперников. Затем последовали победа на турнире боксёров шести стран в Шверине, первое место на известном международном турнире «Чёрные алмазы» в Польше, памятная золотая медаль за победу на турнире «Дружба» в Галле, победа на первенстве СССР среди юниоров в Ярославле, участие в матче тяжеловесов СССР — США, где Иванов на рингах Нью-Йорка, Цинциннати и Лас-Вегаса трижды — в первых же раундах — взял верх над американскими тяжеловесами.
Настоящая известность пришла к Иванову в 1976 году, когда он пробился во взрослую национальную сборную, выиграл первенство СССР и благодаря череде удачных выступлений удостоился права защищать честь страны на Олимпийских играх в Монреале. Спортсмен планировал побороться на Играх за медаль, но по ряду причин подошёл к соревнованиям не в самой лучшей форме и проиграл уже во втором своём матче на турнире — со счётом 1:4 болгарину Атанасу Сапунджиеву. В 1977 году участвовал в абсолютном чемпионате СССР, уступив боксёру Николаю Аксёнову, оказавшись в третьем раунде в тяжелейшем нокдауне.
После этих неудач карьера Иванова пошла на спад, он начал злоупотреблять алкоголем и вскоре лишился места в сборной. Умер 23 ноября 2007 года в Одессе.